# Gavin Carlin
Gavin Carlin (Derry, 6 februari 1985) is een Britse dartsspeler uit Noord-Ierland die uitkomt voor de PDC. Hij haalde zijn tourkaart voor 2019/2020 door op de UK Q-School van 2019 als vierde te eindigen op de Order of Merit. 